# Türkiyemspor Berlin
Maillots
Le Türkiyemspor Berlin est un club allemand de football basé à Berlin.

## Histoire
Le précurseur de Türkiyemspor Berlin est né dans l’ancien Berlin-Ouest, avec sa position politique et sociale bien particulière, dans le quartier de Kreuzberg. L’association s’est développée à partir du groupe de joueurs „Kreuzberg Gencler Biriligi“, qui se consacrait jusque-là au football amateur. Y jouaient tout particulièrement des émigrés d’origine turque, en majorité originaires de la ville d’Izmir. Ne disposant pas d’expérience en matière de gestion d’une association, les activités se limitèrent d’abord à celles de la ligue de football de loisir. 
Cet état de fait se modifia pendant la saison 1983-1984 et le club entra en tant que BFC Izmirspor dans la classe C de la division amateur berlinoise, décrochant le titre par la même occasion. L’année suivante, il entra en ligue B. Au cours de son ascension, le club réunit un grand nombre de supporters. Déjà lorsqu’il jouait en division mineure, près de 1 000 spectateurs assistaient aux matchs de l'association d’émigrés. En 1987 l’association changea son nom  à « Türkiyemspor Berlin e.V. ». Elle souhaitait tenir compte du fait qu’elle ne comptait parmi ses membres plus exclusivement des émigrés d’Izmir et de ses environs, mais qu’elle était devenue une association d’émigrés turcs de toutes parts. Celle-ci s’appelait désormais, pour tous ses membres, « Türkiyem » (en turc : ma Turquie). D’année en année, Turkiyem parvint à passer de la classe C en division supérieure. 
Türkiyem réunit des milliers de spectateurs et s’établit dans Berlin Ouest comme troisième force sportive, à côté de Hertha BSC et Tennis Borussia Berlin. Le match contre Hertha BSC, dans la saison 1987-1988, attira plus de 12 000 spectateurs dans le stade. Dans la fin des années 1980, Türkiyem participa plusieurs fois aux championnats Ouest-Berlinois, avec des chances d’ascension dans la deuxième division nationale de football. En 1994, le club se hissa au niveau de la division régionale, mais ne parvint pas à conserver sa position. Il revint en 1995 en division supérieure, et trois ans après dans la division de fédération de Berlin. Dans la saison 1999-2000, Türkiyemspor devient leader souverain de la division de fédération Berlinoise (144:31 buts, 97 points). Il joue depuis dans la division supérieure NOFV Staffel Nord.

## La perception de l’association
Türkiyemspor est l’association d’émigrés la plus connue de la République fédérale d’Allemagne. En raison de son succès sportif, elle est devenue l’enseigne de la communauté turque de Berlin et de la circonscription de Kreuzberg. Entre autres, FC Bayern Munich, Trabzonspor et Fenerbahçe rejoignirent l’invitation du club à Berlin et participèrent à des matchs amicaux. Il existe aujourd’hui des associations qui représentent Türkiyemspor, dans des villes et des pays différents, comme Mönchengladbach, Wuppertal, Breuberg, Amsterdam, l’Australie et les États-Unis. Pendant sa phase de succès sportif, Türkiyemspor ne constitua pas seulement pour les émigrés turcs une figure d’identification positive. 
En effet, Türkiyemspor montra aux travailleurs émigrés qu’ils pouvaient célébrer des succès dans les mêmes conditions que les autres et qu’ils n’avaient pas besoin de se cacher derrière la société majoritaire. Le succès eu également des retombées dans les comptes-rendus des medias. Des journalistes et chercheurs du monde entiers se saisirent du phénomène Türkiyemspor. Mais ce succès et la prise en compte de l’association d’émigrés n’apporta pas seulement des bénéfices, mais aussi son lot de haine et d’attaques de la part d’extrémistes de droite. Certaines de ces attaques ont été présentées lors de l’exposition “Tatort-Stadion”. Le groupe extrémiste interdit Landser composa une chanson hargneuse contre l’association.

## Le cas Pitro Podkowik et le “LEX-Türkiyem”
Pendant la saison de ligue supérieure 1990-91 Türkiyemspor joua à nouveau pour l’ascension dans la division professionnelle. Mais un jugement du tribunal sportif de la fédération de football berlinoise devait faire le malheur de Türkiyemspor. Le joueur Piotr Podkowik arriva en 1990 à Türkiyemspor, avec l’autorisation de la fédération de football de Berlin. Le tribunal de la fédération sportive décida pourtant, sur demande de l’ancien club du joueur, que cette autorisation avait été donnée à tort. Le joueur lui-même avait pourtant joué sept fois pour Türkiyem et était à cette époque champion. Le tribunal de la fédération sportive décida pourtant que Türkiyem devrait rejouer trois matchs. 
Les matchs de rattrapage eurent lieu en mars et avril 1991. Türkiyemspor gagna à nouveau pour se repositionner en tête de classement. L’équipe devait pourtant porter tribut à cette double charge et n’a pas pu gagner les deux matchs suivants. Ainsi le 1er mai eût lieu le duel de la tête de classement Türkiyem contre le deuxième Tennis Borussia Berlin. Un match nul aurait signifié la montée en deuxième division de football fédérale. Devant 8 000 spectateurs, dans le stade Katzbach, un score de 0:5 laissa dépérir tous les rêves d’ascension. Cette défaite, et l’ascension ratée en deuxième division, constituèrent le moment le plus sombre de l’histoire du club. À partir de là Türkiyempor manqua de chance, et les succès sportifs ne furent plus au rendez-vous. 
Pourtant la Fédération allemande de football (DFB), avec le „LEX-Türkiyem“, avait réuni toutes les conditions juridiques permettant l'ascension du club d’émigrés. Si la plupart des joueurs n’était pas d’origine turque, mais allemande, grecque, yougoslave et anglaise, la majorité n’était pourtant pas de nationalité allemande. Afin que Türkiyemspor monte en deuxième division et ne doive pas renoncer à une grande partie de ses joueurs en raison des règlementations concernant les étrangers, la fédération avait introduit le concept de Fussballdeutsche (Allemands du football). Ainsi, de nombreux joueurs de nationalité étrangère, qui avait joué pendant des années dans le football allemand auraient pu bénéficier juridiquement du statut d’allemand dans le football.

## Comité directeur et présidents
L’association vivait et vit toujours en grande partie du soutien de gens d’affaires d’origine turque et de travailleurs de la première génération d’émigrés. Le premier comité directeur de l’association se composait de Hüseyin Kazanan, Soner Aytaç, Resat Yığıt, Ali Tun, Cemil Özyeşilova et Zıya Bulduk.  Comme présidents étaient actifs pour Türkiyemspor : Talip Taş 
- Onay Isparta
- Mehmet Aygün
- Sırrı Alkan
- Ahmet Avar
- Ahmet Erbaş
- Enver Ertan
- Şenol Akkaya
- Kadir Aslan
- Ahmet Yeşildağ

La maire de la circonscription de Friedrichshain-Kreuzberg, Madame Cornelia Reinauer, est membre de l’association depuis juin 2005. 

## Entraineurs
Les entraineurs les plus connus du club étaient :
- Bülent Gündoğdu (Entraineur du temps du passage de la division départementale à la division supérieure) ;
- Ulrich Borowka (Ex-Profi von Werder Bremen) ;
- Wolfgang Sandhowe (Entente Braunschweig, Galatasaray Istanbul comme coentraineur.) ;
- Hüsnüj Fazlic (ancien entraineur national de la Jeunesse de Yougoslavie) ;
- Thomas Herbst (Ancien professionnel de Bayern München et Borussia Mönchengladbach).

## Personnalités
Dans l’histoire du club, plusieurs joueurs ont pu réussir le passage dans une équipe professionnelle. Plus de quarante joueurs parvinrent ainsi à jouer dans des clubs de première et deuxième division turque (Süper Lig). Parmi eux: Bego Catic (actuellement entraineur au Anker Wismar), Mehmet Öztürk (actuellement. BFC Preussen), Vedat Beyazıt, Ergün Pinarbası (ligue supérieure Kader Türkiyemspor 2005/2006) et Hüseyin Gül (Türkiyemspor).
L’ancien joueur le plus connu du club est Ümit Karan, qui se hissa de Türkiyemspor jusqu’au Galatasaray Istanbul et qui fut nommé pour l’équipe nationale de football turque. L’attaquant Michael Fuss, qui prit le nom turc de Mert marqua 66 buts en 34 jeux pendant la saison 1999-2000 et battit ainsi le record de la fédération. 
Fatih Aslan, qui passa à Türkiyemspor en senior (saison 2001-2002), décrocha après deux saisons le titre de capitaine, à 21 ans. Deux ans après il renforça son identification au club, lorsqu’il se présenta au conseil d’administration. Il remplit depuis le double rôle de joueur actif et de fonctionnaire de l’administration. 

## Fans
Les fans du clubs sont en partie des supporteurs d’origine turque et des habitants des circonscriptions multiculturelles de Kreuzberg et de Neukölln. Alors que Türkiyemspor réunissait dans les années 80 et le début des années 90 régulièrement quelques milliers de spectateurs, on ne trouve depuis son ascension ratée de 1991 que rarement plus de mille supporters dans le stade. Les fans du club sont régulièrement actifs. Ainsi le journal de supporters „Victory“ fut édité pendant des années. Les fans participèrent également à la distribution du journal du stade. L’organisation de festivals, de bals et de fêtes constituent un champ d’action supplémentaire des supporters de Türkiyemfans.

## Jeunesse et engagement social
Türkiyemspor propose aujourd'hui de nombreuses possibilités pour l’activité footballistique d’enfants et d’adolescents, comme une section fille depuis 2004. L’association a été distinguée de nombreuses parts pour son travail avec la jeunesse. À côté des équipes de jeunes et de la division supérieure, le club entretient également une deuxième équipe de messieurs et deux équipes de seniors. Il participe régulièrement à des projets sociaux dépassant le cadre sportif, comme, par exemple, les festivités pacifiques du 1er mai à Kreuzberg. Ces évènements ont eu lieu en coopération avec différents acteurs ou le projet « SOJA », dans lequel les jeunes doivent être incités à une activité sportive sans avoir à rejoindre un club. Türkiyemspor entretient des coopérations avec des crèches et des écoles à Kreuzberg. Türkiyemspor soutient également la campagne « non à la violence contre les femmes », à l’occasion de la journée d’action internationale le 25 novembre de chaque année.

## Succès
De 1989 à 1991, Türkiyemspor a remporté la coupe du Land de Berlin (Paul-Rutsch-Pokal) et a été quatre fois en finale. En 1991, le club a pris part aux matchs  du groupe Nord pour le championnat amateur allemand. Il se classa deuxième derrière Werder Bremen et devant ASC Schöppingen et Alemannia Aachen. Il se qualifia pour le premier tour de la coupe du DFB. Il participa trois fois à la coupe DFB. En 1991, pour la première fois, il entra dans le second tour après une victoire contre le club de seconde division Blau-Weiss 90. Dans la saison 1999-2000, Türkiyemspor devint champion souverain de la ligue berlinoise avec 144:31 buts et 97 points. 
Résultats de Türkiyemsport dans la coupe DFB
- 1988/1989 Türkiyemspor Berlin : FC Emmendingen 0:2
- 1er tour Coupe DFB 1990/1991 Türkiyemspor Berlin : 1. FC Saarbrücken 2:6
- 1er tour Coupe DFB 1991/1992 Türkiyemspor Berlin : Blau-Weiß 90 Berlin 2:1
- 2e tour Coupe DFB 1991/1992 Türkiyemspor Berlin : Stuttgarter Kickers 0:4

Participation aux finales de Türkiyemspor dans la coupe du Land de Berlin Paul-Rusch"
- 1987/88 Türkiyemspor - BFC Preussen 2:1 n.V.
- 1988/89 FC Hertha 03 Zehlendorf - Türkiyemspor 2:0
- 1989/90 FC Hertha 03 Zehlendorf - Türkiyemspor 1:2
- 1990/91 Türkiyemspor - NSC Marathon 02 3:0
- 1992/93 Tennis Borussia Berlin - Türkiyemspor Berlin 2:0 n.V.
- 1994/95 Türkiyemspor Berlin - Tennis Borussia Berlin 0:5
- 2000/01 SV Yesilyurt 73 - Türkiyemspor Berlin 2:1